# Nagy Róbert (csellista)
Nagy Róbert (Makó, 1966. november 10.) magyar csellóművész, a Bécsi Filharmonikus Zenekar szólócsellistája 2020. februárjáig, szólista, kamarazenész és tanár.

## Életpályája
Hét éves korában (1973) kezdett csellózni. Tanulmányait a budapesti Zeneakadémián végezte el, ahol Onczay Csaba és Perényi Miklós oktatták; 1989-ben diplomázott. 1987-től Claudio Abbadoval dolgozott együtt a Gustav Mahler Ifjúsági Zenekar szólócsellistájaként. 1989-ben Bécsbe költözött; a bécsi Zeneművészeti Főiskolán tanult tovább Wolfgang Herzernél. 1990–1992 között az alsó-ausztriai Tonkünstler zenekar szólócsellistája volt. 1992-ben a bécsi Staatsoper (Bécsi Filharmonikus Zenekar) zenekar tagja lett. 1994-ben debütált szólistaként Japánban. Tiszteletére 2006. november 10-én, a tokiói Imperial Hotelben megalakult Nagy Róbert Fanklub. 1995 óta alapító tagja a Wiener Philharmonia Triónak. 1999-től a Belvedere Trió Wien-nek tagja. 1999–2005 között a bécsi Konzervatórium csellótanára volt. 2005 óta szólistaként dolgozik. 2009 óta a Bécsi Zeneművészeti és Előadóművészeti Egyetemen egyetemi tanárként dolgozik. 2012-ben a Küchl-kvartett tagja lett.

## Magánélete
Felesége Kardos Éva zongoraművész.

## Lemezei

### Hungaroton Classic Kiadó
- Albrechtsberger (2002)
- Eybler, Pleyel (2004)
- Haydn

### Camerata Kiadó
- Mozart, Schubert
- Schubert
- Mozart, Krommer
- Brahms
- Beethoven
- Gyrowetz, Danzi
- Michael Haydn
- Mercadante

### Preludio Kiadó
- Pearls
- Mozart

### Egyéb
- Voicelle
- Mittenwald

## Díjai
- Országos Ifjúsági Csellóverseny I. hely (1978)
- Popper Dávid Csellóverseny I. hely (1988)
- nemzetközi Florian-díj (Velence, 1989)